# ニコス・アナストプーロス
ニコラオス・"ニコス"・アナストプーロス（ギリシア語: Νικόλαος "Νίκος" Αναστόπουλος、1958年1月22日 - ）は、ギリシャの元サッカー選手、現サッカー指導者。元ギリシャ代表。選手時代のポジションはFW。
ギリシャを代表するストライカーの一人で、1980年代のアルファ・エスニキで活躍した。また、ギリシャ代表として29得点は歴代最多である。所属したオリンピアコスFCでもクラブ史上最優秀選手の一人に数えられており、291試合159得点の結果を残している。その得点力によって1982-83シーズンでは欧州全体で得点王ランキング3位に輝いた。

## 経歴

### クラブ
1958年1月22日生まれ。1976-77シーズンに地元のダフニからパニオニオスFCに移籍し、アルファ・エスニキ初出場を飾った。1979年にはキペロ・エラーダスを制し、UEFAカップウィナーズカップ 1979-80に参戦した。欧州サッカー連盟主催試合での初陣となったFCトゥウェンテ戦では2得点、その後のIFKヨーテボリ戦でも1得点の活躍を見せた。これによってトゥウェンテやギリシャ国内のクラブ等から移籍の打診を受け、オリンピアコスFCに移籍した。
オリンピアコス時代には「ムスタキアス」（口髭の人）としても知られ、1982-83シーズンに29得点、1983-84シーズンに18得点、1985-86シーズンに19得点、1986-87シーズンに16得点をあげリーグ得点王に輝いた。
1987-88シーズンにはイタリア・セリエAのUSアヴェッリーノ1912に加入。コッパ・イタリアでは活躍したものの、セリエAでは無得点、翌シーズンにギリシャに戻った。AEKアテネFCに加入するかと思われたが、古巣のパニオニオスに復帰した。その後、オリンピアコスに復帰し、イオニコスFCを経て、オリンピアコスで引退した。

### 代表
1977年9月21日に代表初出場し、合計75試合に出場、29得点の結果を残した。UEFA欧州選手権1980に出場し、この大会唯一となったギリシャ代表の得点をチェコスロバキア代表から得た。

## 個人成績

### クラブ
| 1976-77  | パニオニオス   |          | アルファ | 32       | 11       | 32       | 11       |
| 1977-78  | パニオニオス   |          | アルファ | 27       | 3        | 27       | 3        |
| 1978-79  | パニオニオス   |          | アルファ | 28       | 4        | 28       | 4        |
| 1979-80  | パニオニオス   |          | アルファ | 30       | 7        | 30       | 7        |
| 1980-81  | オリンピアコス |          | アルファ | 20       | 4        | 20       | 4        |
| 1981-82  | オリンピアコス |          | アルファ | 32       | 13       | 32       | 13       |
| 1982-83  | オリンピアコス |          | アルファ | 31       | 29       | 31       | 29       |
| 1983-84  | オリンピアコス |          | アルファ | 30       | 18       | 30       | 18       |
| 1984-85  | オリンピアコス |          | アルファ | 28       | 16       | 28       | 16       |
| 1985-86  | オリンピアコス |          | アルファ | 24       | 19       | 24       | 19       |
| 1986-87  | オリンピアコス |          | アルファ | 21       | 16       | 21       | 16       |
| イタリア | イタリア       | イタリア | イタリア | リーグ戦 | リーグ戦 | 期間通算 | 期間通算 |
| 1987-88  | アヴェッリーノ |          | セリエA  | 16       | 0        | 16       | 0        |
| ギリシャ | ギリシャ       | ギリシャ | ギリシャ | リーグ戦 | リーグ戦 | 期間通算 | 期間通算 |
| 1988-89  | パニオニオス   |          | アルファ | 11       | 5        | 11       | 5        |
| 1989-90  | オリンピアコス |          | アルファ | 22       | 7        | 22       | 7        |
| 1990-91  | オリンピアコス |          | アルファ | 26       | 17       | 26       | 17       |
| 1991-92  | オリンピアコス |          | アルファ | 24       | 6        | 24       | 6        |
| 1992-93  | イオニコス     |          | アルファ | 19       | 7        | 19       | 7        |
| 1993-94  | オリンピアコス |          | アルファ | 3        | 0        | 3        | 0        |
| 通算     | ギリシャ       | ギリシャ | アルファ | 408      | 182      | 408      | 182      |
| 通算     | イタリア       | イタリア | セリエA  | 16       | 0        | 16       | 0        |
| 総通算   | 総通算         | 総通算   | 総通算   | 424      | 182      | 424      | 182      |

### 代表
| ギリシャ代表 | 国際Aマッチ | 国際Aマッチ |
| 年           | 出場        | 得点        |
| ------------ | ----------- | ----------- |
| 1977         | 1           | 0           |
| 1979         | 2           | 0           |
| 1980         | 5           | 2           |
| 1981         | 6           | 2           |
| 1982         | 9           | 4           |
| 1983         | 9           | 3           |
| 1984         | 10          | 5           |
| 1985         | 6           | 2           |
| 1986         | 8           | 4           |
| 1987         | 8           | 3           |
| 1988         | 9           | 4           |
| 合計         | 73          | 29          |

## タイトル

### 選手

#### クラブ
パニオニオス
- キペロ・エラーダス: 1978-79

オリンピアコス
- アルファ・エスニキ: 1980-81, 1981-82, 1982-83, 1986-87
- キペロ・エラーダス: 1980-81, 1989-90, 1991-92
- ギリシャ・スーパーカップ: 1992

#### 個人
- アルファ・エスニキ得点王: 1982-83, 1983-84, 1985-86, 1986-87
- キペロ・エラーダス得点王: 1986-87

### 監督
PASヤニナ
- ベータ・エスニキ: 2002

カヴァラ
- ベータ・エスニキ: 2009

アリス・テッサロニキ
- ガンマ・エスニキ: 2016